# Astragalus jamzadae
Astragalus jamzadae es una especie de planta del género Astragalus, de la familia de las leguminosas, orden Fabales.

## Distribución
Astragalus jamzadae se distribuye por Irán.

## Taxonomía
Fue descrita científicamente por A. A. Maassoumi. Fue publicada en Iran. J. Bot. 8: 312 (2000).